# Liga Mexicana 1907/08
In 1907/08 werd het zesde seizoen gespeeld van de Liga Mexicana de Football Amateur Association, de hoogste voetbalklasse van Mexico. British Club werd kampioen.

## Eindstand
| Plaats | Club                | Wed. | W | G | V | Saldo | Ptn. |
| ------ | ------------------- | ---- | - | - | - | ----- | ---- |
| 1.     | British Club        | 6    | 4 | 2 | 0 | 10:3  | 10   |
| 2.     | México Country Club | 6    | 2 | 2 | 2 | 4:5   | 6    |
| 3.     | Pachuca AC          | 6    | 1 | 2 | 3 | 1:3   | 4    |
| 4.     | Reforma             | 6    | 0 | 4 | 2 | 1:5   | 4    |

|  | Kampioen                                           |
|  | México Country Club werd na dit seizoen ontbonden. |

### Kampioen
| Liga Mexicana de 1907/08         |
| Mexica                           |
| -------------------------------- |
| BRITISH CLUB Kampioen (1° titel) |

## Topschutters
| Speler             | Speler    | Goals | Club         |
| ------------------ | --------- | ----- | ------------ |
| Vlag van Schotland | John Hogg | 4     | British Club |